# Elagatis bipinnulata
Il carango arcobaleno (Elagatis bipinnulata (Quoy & Gaimard, 1825)) detto anche seriolina o carango striato (rainbow runner in inglese) è un pesce osseo marino della famiglia Carangidae. Si tratta dell'unica specie del genere Elagatis Bennett, 1840.

## Descrizione
Ha l'aspetto tipico di molti carangidi per il suo corpo allungato ed a sezione rotonda con pinna caudale potente e profondamente forcuta. La bocca è piccola e non raggiunge l'occhio, al contrario di quasi tutti gli altri carangidi. Anche l'occhio, di colore dorato, non ha grandi dimensioni. Le pinne dorsali sono due, la prima molto bassa e composta da solo 6 raggi, la seconda poco più alta ma lunga. La pinna anale è simile alla seconda dorsale ma più corta. Sul sottile peduncolo caudale, al termine della pinna anale e della pinna dorsale sono presenti due pinnule simili a quelle del tonno o dello sgombro. Le pinne pettorali e le pinne ventrali sono piccole.

Il colore generale è verdastro oliva sul dorso e bianco con riflessi dorati sul ventre. Una fascia giallo oro percorre tutto il corpo, dall'occhio al peduncolo caudale, bordata da altre due linee azzurro vivo, di cui la superiore più vivace. Dopo la morte del pesce queste tinte sbiadiscono. Le pinne sono dorate.

Le dimensioni massime sono di oltre 170 cm (per circa 45 kg) ma normalmente un esemplare di 100 cm è già eccezionale.

## Biologia

### Comportamento
Si tratta di una specie gregaria che forma grandi banchi. I piccolissimi esemplari si trovano fra le alghe e quando sono più grandi accompagnano gli squali come i pesci pilota.

### Alimentazione
Predatore. Si nutre di invertebrati pelagici e piccoli pesci.

### Riproduzione
Depone uova pelagiche.

## Distribuzione e habitat
Questa specie è diffusa in tutti gli oceani nella fascia tropicale e subtropicale. Nel mar Mediterraneo è molto rara ed è stata segnalata solo in acque italiane, a Genova nel 1846, in diversi esemplari.

Si tratta di un pesce pelagico che può incontrarsi sia vicino alle rive che al largo.

## Pesca

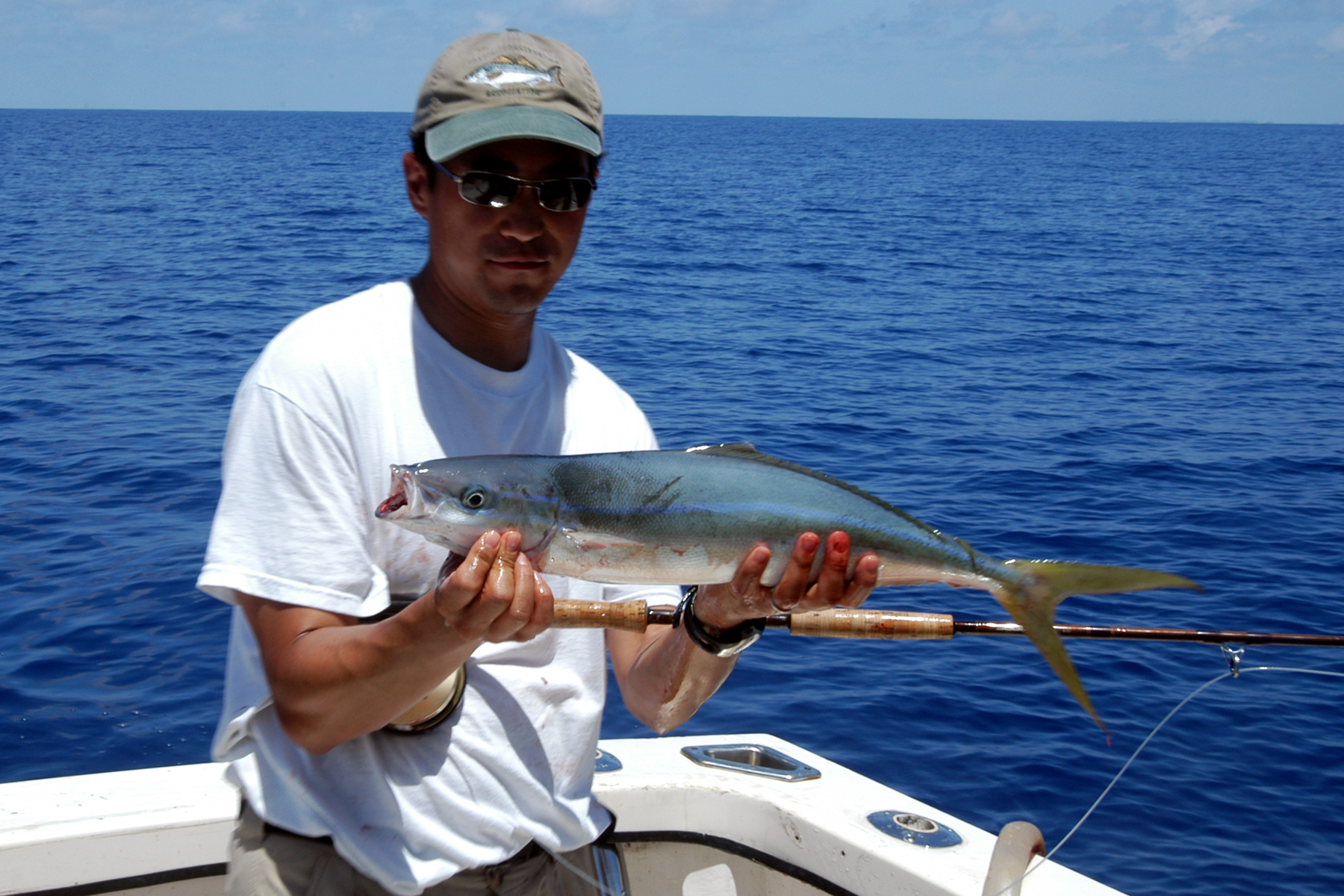
Esemplare catturato a mosca

Viene catturato dai pescatori sportivi con la tecnica della traina e della pesca a mosca ed è molto apprezzato per le carni e per la strenua resistenza che oppone al recupero. Catturato anche dai pescatori professionisti con reti di vario genere. Le carni sono ottime come quelle di tutti i carangidi.